# (74359) 1998 WK14
(74359) 1998 WK14 – planetoida z pasa głównego asteroid okrążająca Słońce w ciągu 4,58 lat w średniej odległości 2,76 j.a. Odkryta 21 listopada 1998 roku.